# Ma communale avait raison
 (avril 2017).
Si vous disposez d'ouvrages ou d'articles de référence ou si vous connaissez des sites web de qualité traitant du thème abordé ici, merci de compléter l'article en donnant les références utiles à sa vérifiabilité et en les liant à la section « Notes et références ».
Ma communale avait raison est une autobiographie de Georges Coulonges publiée en 1998.

## Résumé
Il nait en 1923 à Lacanau. En 1940, son père étant malade et son frère mobilisé, il entre aux Ponts et Chaussées et s'inscrit dans une société d'éducation populaire pour faire du théâtre. Puis il est marqueur de découpes aux Eaux et Forêts, donne des cours de théâtre et fait de la résistance. En 1945 il devient chef d'un groupe FFI. À la Libération, il est producteur d'émissions de variétés à Radio-Bordeaux. Vers 1956 il est parolier à Paris pour les plus grands écrivains[réf. nécessaire]. Vers 1965 il adhère au Parti communiste jusqu'en 1971. En 1977 il adapte Zadig puis d'autres œuvres pour le théâtre, puis il écrit la série des feuilletons Pause café. À 75 ans il se dit que sa communale lui avait enseigné les vraies valeurs.